# Null Uhr (Film)
Null Uhr ist ein US-amerikanischer Kriminalfilm aus dem Jahr 1927 von Chester M. Franklin mit Lionel Barrymore in der Hauptrolle. Der Stummfilm wurde von Metro-Goldwyn-Mayer produziert.

## Handlung
Der bekannte Kriminologe Professor Leroy wird von Detective Matt Gray als Verbrecher entlarvt, der wegen mehrerer Morde gesucht wird. Gray kann ihn im Haus des Professors stellen und rettet mit Hilfe seines Hundes Napoleon die gefangen gehaltene Mary Lyle. Napoleon verfolgt den Verbrecher bis auf das Dach. Beim folgenden Kampf mit dem Hund stürzt Leroy in den Tod.

## Veröffentlichung
Die Premiere des Films fand am 13. Oktober 1927 statt. 1928 kam er im Deutschen Reich und in Österreich in die Kinos. In Österreich wurde er auch unter dem Titel Die dreizehnte Stunde gezeigt.